# Bernsroda
Bernsroda ist eine Wüstung in der Gemarkung des Ortsteils Hirschroda der Stadt Dornburg-Camburg im Saale-Holzland-Kreis in Thüringen.

## Lage
In der Flur zwischen Dornburg, Hirschroda und Würchhausen befindet sich die Wüstung. Sie liegt am Rande des Kastentales östlich des Ortsteils Hirschroda. Eine Infotafel wurde vom Ortsteilrat an einer Quelleinfassung aufgestellt.

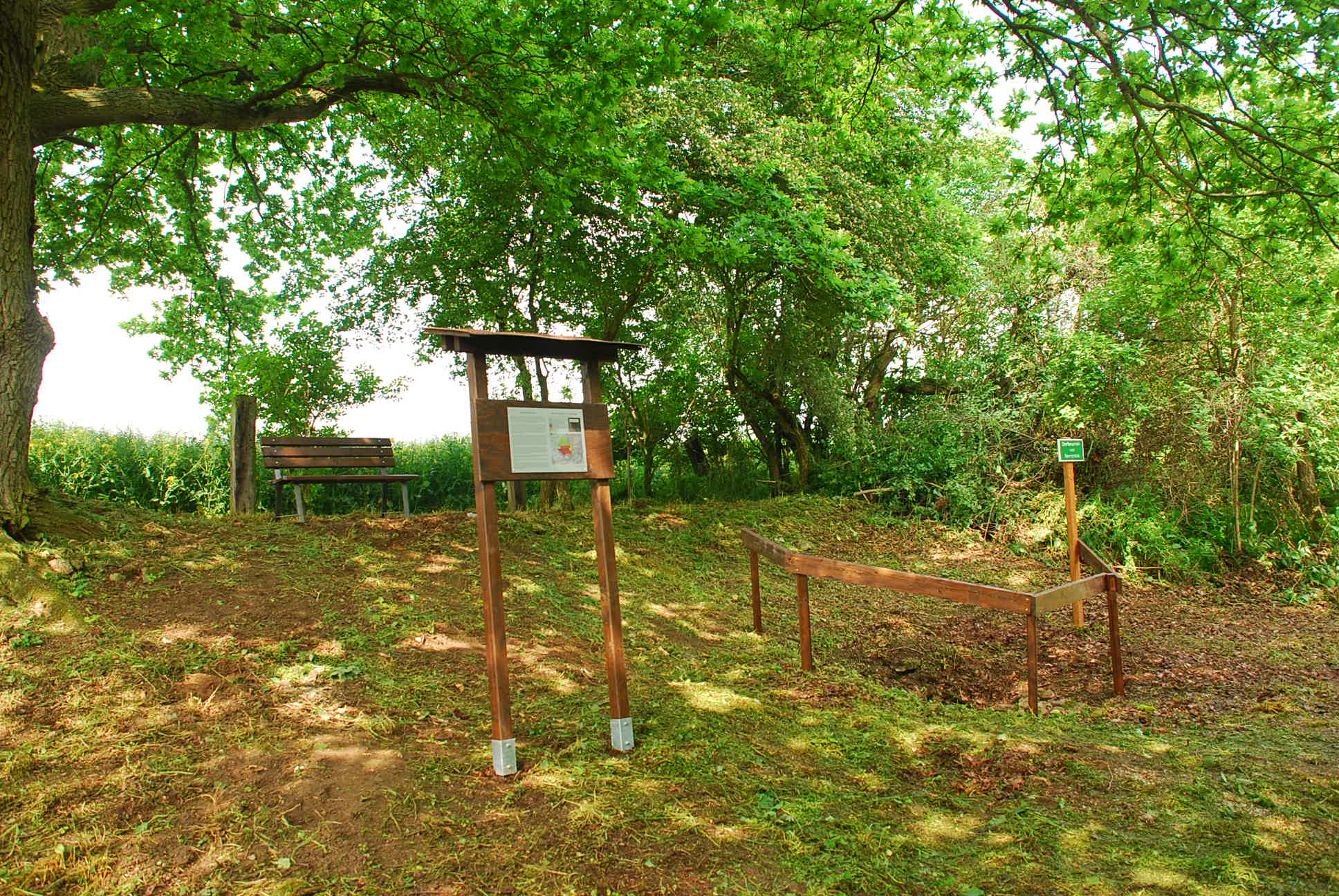
Infotafel zur Wüstung Bernsroda

## Name
Einerseits gibt es die  Theorie, dass sich Bernsroda aus Bornsroda entwickelt hat, da in der Nähe zwei Brunnen lagen.
Eine andere Ableitung könnte vom Namen Bernhard kommen. So gibt es mit dem bei Orlamünde genannten Bernharsrode Parallelen, die evtl. auch bei diesem Bernsroda als Ursprungsform gelten könnten.
Die ältesten Hinweise lauten auf den Namen "Pernsrode", was auf die Kurzform von "Bernhardsrode" hinweisen könnte.

## Geschichte
Es gibt keine historischen Belege, in denen der Ort genannt wird. Lediglich über historische und aktuelle Belege des Flurnamens "Bernsroda" ist der wüst gefallene Ort nachweisbar. Bis ins 16. Jh. gab es eine separate Flur, die dann auf die Orte Hirschroda, Würchhausen und Dornburg aufgeteilt wurde.